# Adelmanno di Liegi
Adelmanno di Liegi (Liegi, ... – Brescia, 1061) è stato un vescovo cattolico belga.

## Biografia
Nato alla fine del decimo secolo, fu discepolo di Fulberto di Chartres e, dal 1031, scholasticus della chiesa capitolare di Liegi.
Scrisse una lettera a Berengario di Tours nel 1052, già suo compagno di studi, esponendogli la dottrina cattolica sull'eucaristia per indurlo a ricredersi dei suoi errori, e un'epistola metrica, in due redazioni, in memoria di Fulberto.